# ニードル (お笑い)
ニードルは、宮城県仙台市を拠点に活動するお笑いコンビ。2001年7月よりお笑い集団ティーライズ所属。落語芸術協会仙台事務所及び漫才協会会員。

## 概要
ティーライズの中では上位の人気を誇るコンビである。両手でVサインを作って2回前に突き出す「ニドニド」の動きがトレードマークだったが、10年以上前にやめたという。伊藤の小ネタを積み重ねつつ予想の斜め上の方向に向かうボケをかまし石垣が全部拾っていくツッコミの、ハイテンションな漫才が特徴。ライブでは伊藤が蝶ネクタイをつけ、GAKIOは私服、後に伊藤が赤、GAKIOが青のネクタイを締めるスーツ姿が定番衣装。
GAKIOは宮城県石巻市、伊藤は宮城県鳴瀬町（現：東松島市）の出身で、中学校から同級生。もともとは伊藤が芸人をやりたくて、GAKIOを含め2人を誘い、トリオとして活動しようとしていたが、うち1人がやめることになり、以降GAKIOと伊藤のコンビとして活動している。

## メンバー
- 伊藤 政仁（いとう まさひと）
  - 1985年4月16日生まれ。
  - ボケ担当。
  - 声域が幅広く、ネタ中に「石垣ー!!」と高音で呼ぶ場面が多々見られる。
  - 最近では髪の毛が薄くなってきたことを悩んでいる。
  - 妻は6歳年下。二児の父。
- GAKIO（ガキオ）
  - 本名は「石垣 進之介(いしがき しんのすけ)」。
  - 1985年10月9日生まれ。
  - ツッコミ担当。
  - ナレーションの仕事も多く、同じ事務所の芸人『ストロングスタイル』のネタのナレーションはほとんど石垣が担当している。
  - ガンダム好き。ガンプラを大量に所有している。
  - 妻は秋田県出身。一児の父。
  - 白老ファーム繁殖主任の石垣節雄は叔父。

## 出演番組

### ラジオ
- NEW NEWS（東北放送）2021年に迎えるコンビ結成20年に向けてコンビ愛を深めようと『相方の好きな所』というコーナーを2019年から放送していて、2021年4月5日の放送で、”相方の好きな所を100個言ったコンビ”になった。
- シロクジTUNE（東北放送）

### テレビ
- 得盛!満腹テレビ（東北放送）
- One Switch Cafe（東北放送）※2021年4月以降は「ひるまでウォッチン！」内のコーナー
- 爆笑オンエアバトル（NHK）戦績0勝2敗 最高197KB
- ますだおかだのでたぁトコ勝負（ファミリー劇場） - L-1グランプリ。
- あらあらかしこ（仙台放送） - GAKIOのみ。ナレーションのみ。
- おにぎりあたためますか（北海道テレビ） - 2008年特別企画7日間2500km過酷な旅オクラホマJAPANツアー2008DRIVELIVE仙台公演でオクラホマと共演

### その他
- D-POP Projection 2014 「FUNNY! FUNNY! FUNNY!」（Ustream） 2014年12月20日。（専門学校デジタルアーツ仙台主催イベント）

## YouTube
ニードルチャンネル（2017年9月15日開局）
　ゆったりといろいろ企画で視聴者に笑いを届ける。過去の動画では「春のいとうちゃん祭り」「ノーリアクションで○○出来るのか」など。現在も配信中で、特に「ニードル釣り部」が大好評。2020年に登録者1000人を突破し、収益化。現在は2000人以上がチャンネル登録していて、2021年3月21日に記念ライブ配信を行った。
GAKIO WORLD（2020年7月8日開局）
　GAKIOの趣味に特化した個人チャンネル。主に大好きなガンダムの話などを配信している。こちらも2020年に登録者1000人突破し、収益化を果たす。

## その他の活動
- 2017年12月23日 D-POP PROJECTION 2017『SIGN GIFT』（専門学校デジタルアーツ仙台主催イベント)に出演。 (仙台PIT)
- 仙台の常設寄席となっている花座で、プチ独演会「ニードルの噺（はなす）」を開催。2021年3月13日の公演が29回目で、次回が30回目となる。花座では独演会以外にも出演している。
- 事務所ライブ「イギナリライブ」にも出演している。
- 2021年はコンビ結成20年の年。20周年の記念ライブを2021年1月23日に電力ホールで開催する予定だったが、新型コロナウイルスの感染拡大によって延期。その日は代替で花座の「ニードルの噺」を開催した。